# Rezonans
Rezonans – zjawisko fizyczne zachodzące dla drgań wymuszonych, objawiające się wzrostem amplitudy drgań układu drgającego dla określonej częstotliwości siły wymuszającej. Częstotliwość, dla której drgania mają największą amplitudę, nazywa się częstotliwością rezonansową. Dla tej częstotliwości nawet mała okresowa siła wymuszająca może powodować drgania o znacznej amplitudzie. Układ drgający o wielu stopniach swobody ma wiele różnych częstości własnych i dlatego możliwe są drgania rezonansowe na każdej z tych częstości. Najłatwiej jest wywołać rezonans na częstości najniższej.
Rezonans występuje, gdy układ drgający pobiera energię ze źródła pobudzającego go i jest w stanie przechowywać ją. Jednakże zazwyczaj w układzie istnieją pewne straty energii powodowane tłumieniem. Zależą one od amplitudy drgań układu i przy sile wymuszającej o ustalonej amplitudzie osiągany jest stan równowagi.
Układy rezonansowe mogą generować drgania o określonej częstotliwości (np. instrumenty muzyczne) poprzez wzmacnianie niektórych częstotliwości wibracji (częstotliwości własne) z kompleksu zawierającego wiele częstotliwości źródła drgań. Działają wówczas jako filtry częstotliwości.
Gdy układ drgający o słabym tłumieniu pobudzany jest drganiem o częstotliwości zbliżonej do jego częstotliwości własnej, układ okresowo pobiera i oddaje energię zmieniając amplitudę cyklicznie, co określane jest jako dudnienie.
Rezonans został po raz pierwszy opisany przez Galileusza jako wniosek z jego badań sprzężonych wahadeł oraz strun instrumentów muzycznych w 1602 r.

## Przykłady rezonansu

Rezonansowy charakter Widm czynnościowych fotosyntezy roślin, krasnorostu Porphyra oraz absorpcja dla głównych barwników fotosyntetycznych

Rezonans występuje powszechnie w naturze i jest wykorzystywany w wielu urządzeniach sztucznych. Jest mechanizmem, który umożliwia generowanie drgań i fal o danej częstotliwości, przykładami są:
- rezonans mechaniczny;
  - wytwarzanie dźwięku w wyniku rezonansu akustycznego w tym przez instrumenty muzyczne, aparat mowy u ludzi, elementy maszyn,
  - napędzanie i regulacja szybkości chodu zegara mechanicznego przez układ wychwytu, balansu i wahadła,
  - wyjątkowo duże pływy morskie oraz sejsze,
- rezonans elektryczny;
  - wzbudzanie drgań elektrycznych w obwodach LC i wykorzystywanie ich w generatorach drgań, radiofonii, telewizji
  - rezonans optyczny w laserach,
- rezonans optyczno-chemiczny;
- rezonansowa charakterystyka czynnościowa fotosyntezy, czułości oka
- rezonans elektryczno-mechaniczny
  - filtry i rezonatory piezoelektryczne w tym rezonator kwarcowy,
- rezonansowy charakter emisji i pochłaniania światła przez atomy i cząsteczki,
- jądrowy rezonans magnetyczny
- efekt Mössbauera
- elektronowy rezonans spinowy

## Drgania harmoniczne tłumione

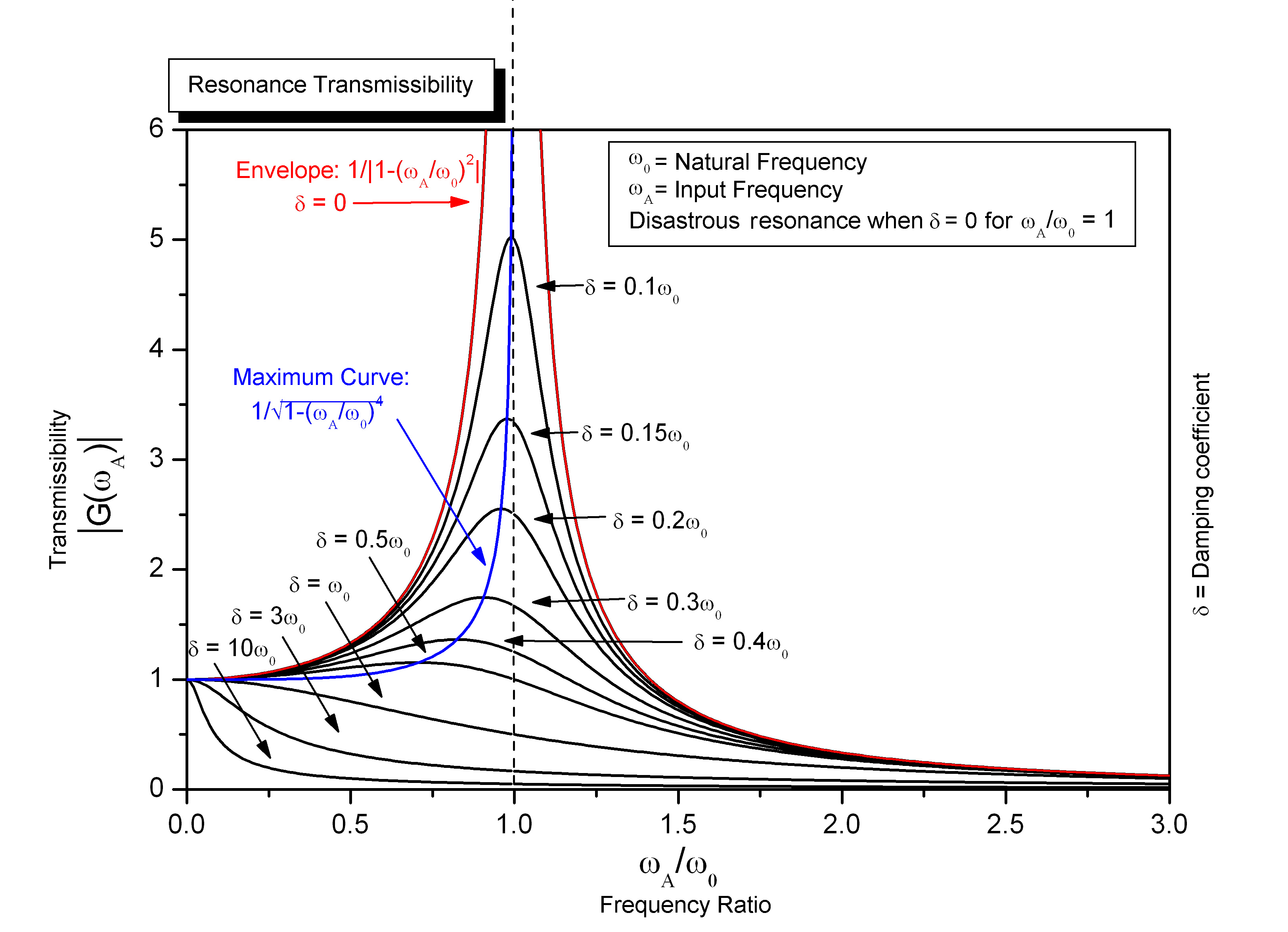
Zależność amplitudy drgań wymuszonych stacjonarnych od częstotliwości dla różnych współczynników tłumienia

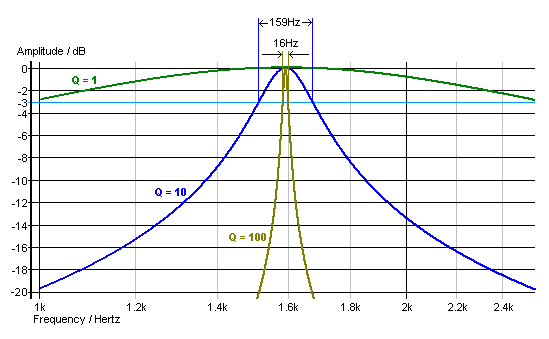
Zależność krzywej rezonansowej od dobroci układu drgań

Najprostszym mechanicznym układem rezonansowym jest tłumiony oscylator harmoniczny pobudzany do drgań czynnikami zewnętrznymi. 
Przy tłumieniu i niezmieniającym się wymuszaniu drgań harmonicznych układ drgający o jednym stopniu swobody dochodzi do drgań z częstotliwością wymuszającą i stałą amplitudą. Taka sytuacja zwana jest stanem stacjonarnym.

### Stan stacjonarny
Dla drgań wymuszonych w stanie stacjonarnym układ drgający pobiera i rozprasza średnio moc równą:
{\displaystyle P=P_{0}{\frac {\Gamma ^{2}\omega ^{2}}{(\omega ^{2}-\Omega ^{2})^{2}+\Gamma ^{2}\omega ^{2}}},}
gdzie:
{\displaystyle P} – rozpraszana moc,
{\displaystyle P_{0}} – moc rozpraszana dla {\displaystyle \omega =\Omega ,}
{\displaystyle \omega } – częstość drgań wymuszających,
{\displaystyle \Omega } – częstość drgań własnych oscylatora,
{\displaystyle \Gamma } – współczynnik tłumienia,
{\displaystyle Q} – dobroć układu rezonansowego.
Przedział częstości {\displaystyle \Delta \omega } dla której moc rozpraszana jest równa połowie mocy z maksimum jest nazywana szerokością rezonansu i jest równa odwrotności czasu zaniku (czasu życia) drgań:
{\displaystyle \Delta \omega =\Gamma ={\frac {1}{\tau }},}
{\displaystyle Q={\frac {\omega _{rez}}{\Delta \omega }}={\frac {\omega _{rez}}{\Gamma }},}
gdzie:
{\displaystyle \tau } – średni czas życia drgań swobodnych układu.
Zależność ta oznacza, że dla drgań słabo tłumionych krzywa rezonansowa jest wysoka i wąska, dla drgań silnie tłumionych niska i szeroka. Zależność ta umożliwia też określenie współczynnika tłumienia obwodu rezonansowego na podstawie obserwacji szerokości krzywej rezonansowej, oraz określenie krzywej rezonansowej na podstawie zaniku drgań swobodnych.
Szerokość krzywej rezonansowej określa się też przez współczynnik dobroci układu rezonansowego.
Amplituda tych drgań zależy od częstości drgań wymuszających {\displaystyle \omega .} Gdy {\displaystyle \omega } jest bliskie częstotliwości drgań własnych oscylatora {\displaystyle \Omega ,} to amplituda rośnie i osiąga maksimum dla częstości drgań własnych zwanych częstością rezonansową. Zjawisko to nazywa się rezonansem amplitudy. Podobnie można mówić o rezonansie mocy, gdy energia pobierana przez układ drgający, a dostarczana przez oscylującą siłę zewnętrzną, osiąga maksimum {\displaystyle \Omega .}

### Opis matematyczny

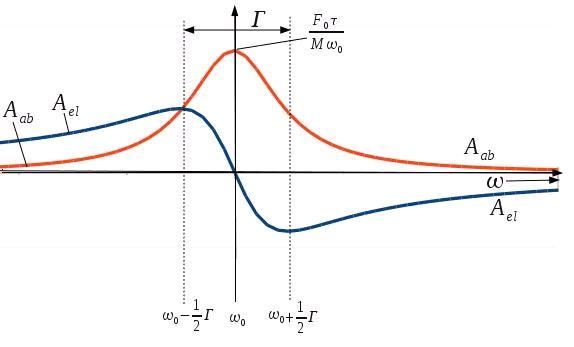
Zależność amplitudy absorpcyjnej i elastycznej od częstości kołowej.

Niech siła wymuszająca będzie dana wzorem {\displaystyle F=F_{0}\cos({\omega }t)}
Wtedy:
{\displaystyle m{\frac {d^{2}x}{dt^{2}}}+m\Gamma {\frac {dx}{dt}}+m\Omega ^{2}x=F_{0}\cos({\omega }t).}
Rozwiązanie w stanie stacjonarnym można przedstawić jako sumę drgań o fazie zgodnej z drganiami wymuszającymi i przesuniętych o 90°.
{\displaystyle x(t)=A\sin(\omega t)+B\cos(\omega t).}
Wówczas:
{\displaystyle A={\frac {F_{0}}{m}}{\frac {\Gamma \omega }{(\Omega ^{2}-\omega ^{2})^{2}+\Gamma ^{2}\omega ^{2}}},}
{\displaystyle B={\frac {F_{0}}{m}}{\frac {\Omega ^{2}-\omega ^{2}}{(\Omega ^{2}-\omega ^{2})^{2}+\Gamma ^{2}\omega ^{2}}}.}
Stała A nazywana amplitudą absorpcyjną jest równa uśrednionej w czasie absorpcji energii przez układ.
Stała B nazwana amplitudą elastyczną lub sprężystą odpowiada za drgania niemające wpływu na pobieranie energii przez układ.
Największą amplitudę układ drgający osiąga gdy częstość drgań wymuszających jest równa częstości drgań oscylatora swobodnego (niewzbudzanego):
{\displaystyle \omega ^{2}=\Omega ^{2}-\left({\frac {\Gamma }{2}}\right)^{2}.}
Wnioski
Układ pobiera najwięcej energii w rezonansie, drgania układu są wówczas przesunięte o 90° do drgań siły wymuszającej. Dla częstotliwości znacznie większych od częstotliwości rezonansowej amplituda elastyczna jest znacznie większa od amplitudy absorpcyjnej, co oznacza ze układ drga w fazie z siłą wymuszającą, w tym stanie drgania mogą być opisane wzorem:
{\displaystyle x(t)\simeq A_{el}\cos \omega t\simeq {\frac {F_{0}\cos \omega t}{M(\Omega ^{2}-\omega ^{2})}},}
gdzie:
{\displaystyle F_{0}} – amplituda siły wymuszającej.

### Drgania w pobliżu rezonansu
W pobliżu rezonansu zależność kwadratu amplitudy, energii oscylacji, mocy traconej przez oscylator w przybliżeniu zależą w jednakowy sposób od częstości kołowej i wyrażają się podobnym wzorem:
{\displaystyle F(\omega )=F_{max}R(\omega ),}
gdzie:
{\displaystyle R(\omega )={\frac {\frac {\Gamma }{2}}{(\omega -\Omega )^{2}+\left({\frac {\Gamma }{2}}\right)^{2}}}.}
Funkcja ta jest symetryczna względem częstości rezonansowej {\displaystyle \Omega } i jest rozkładem Cauchy’ego. W optyce zależność ta jest zwana rozkładem lorentzowskim, w fizyce jądrowej rezonansową krzywą Breita-Wignera.

### Brak tłumienia
Gdy rezonator nie jest tłumiony pobudzanie go drganiami zewnętrznymi generuje w nim drgania będące złożeniem drgań o częstości drgań własnych oscylatora i częstości drgań pobudzających:
{\displaystyle x(t)={\frac {F_{0}}{M}}{\frac {\cos(\Omega t)-\cos(\omega t)}{\Omega ^{2}-\omega ^{2}}},}
co można zapisać jako:
{\displaystyle x(t)=A_{mod}(t)\sin \left({\frac {\Omega +\omega }{2}}t\right),}
{\displaystyle A_{mod}(t)={\frac {F_{0}}{M}}{\frac {2\sin({\frac {1}{2}}(\Omega -\omega )t)}{\Omega ^{2}-\omega ^{2}}}.}
co odpowiada dudnieniom o częstości {\displaystyle {\frac {1}{2}}(\Omega -\omega ).}
Gdy częstość pobudzania zbliża się do częstości rezonansowej, to okres dudnień rośnie nieskończenie, co wynika z powyższych wzorów po zastosowaniu przybliżeń:
{\displaystyle x(t)={\frac {1}{2}}{\frac {F_{o}}{M\omega }}t\sin(\omega t).}
Wzór ten odpowiada drganiom o liniowo rosnącej amplitudzie.